# Sharky & George
Sharky & George (Sharky et Georges) è una serie a cartoni animati francese, prodotta dagli studi d'animazione CinéGroupe e Label 35 tra il 1988 e il 1992. La serie, costituita da 104 episodi di 13 minuti ciascuno, è stata lanciata inizialmente in Francia su Canal+ e France 3.

## Trama e personaggi
Sharky & George è ambientato nella città sottomarina di Marepolis, popolata da pesci di vario genere e su cui svetta la Sardina della Libertà (chiara parodia della Statua della Libertà). I protagonisti sono due pesci che svolgono la professione di detective, proprietari di un'apposita agenzia investigativa. Insieme i due amici cercano di combattere e sventare (riuscendovi sempre) i folli piani di conquista dei tanti nemici che terrorizzano Marepolis.

### Protagonisti
Sharky: il pesce più grande, è uno squalo rosa, con un naso grosso e un cappello alla Humphrey Bogart in testa, ed è piuttosto pigro e dall'aria a volte assente, ma capace di diventare tremendo quando si arrabbia. Guida un sidecar formato da due conchiglie. La sua famiglia è molto estesa e molto antica. Il suo idolo è il celebre detective Sherlock Ostrik. Doppiato in francese da Benoît Allemane e in italiano da Gino Pagnani.
George (Georges nella versione originale): il pesce più piccolo, ha il corpo azzurro e il volto giallo, ed è più giovane, abile e riflessivo di Sharky. Molto coraggioso, è lui a occuparsi prevalentemente delle ricerche in archivio. Doppiato in francese da Gérard Loussine e in italiano da Mino Caprio.

### Amici
Dr. Anguilla (Dr. Jake Eel nella versione inglese): è un'anguilla bianca dotata di occhiale, uno dei più brillanti scienziati di Marepolis. Compare per la prima volta nel terzo episodio della prima serie Il dottor Anguilla e Mr Crab. Nonostante le sue capacità, resta comunque un tipo molto distratto. Lavora con il suo assistente Sgorbio, un pesce bruttissimo e gobbo che non sa nuotare ma cammina sul fondale. Il dottor Anguilla è stato compagno di scuola del Dr Medusa. È anche un campione di scacchi. Doppiato in francese da Klaus Blasquiz e in italiano da Oliviero Dinelli.
Perry: è un pesce arancione con il ciuffo biondo, che lavora alternativamente come giornalista o come commentatore sportivo per la Corail TV (nella versione italiana nominata anche Pesciale 5). È molto amico dei due detectives. Si agita spesso e finisce con l'incespicare con le parole.
Il Marchese Del Triglio: "nobilpesce" che parla sempre in rima baciata, è amante della poesia, degli scacchi e delle corse coi cavallucci marini, di cui possiede un esemplare. Viene rappresentato come direttore del carcere o del museo di Marepolis.
Ronfo De' Merluzzis: sindaco di Marepolis dall'aria tonta e assonnata. 
Bella: proprietaria di un ristorante situato nel quartiere portuale di Ippolipo Borgo, spesso nelle mire di Scorfano Joe. Tipo tosto e agguerrito che non si arrende facilmente ai criminali che la prendono di mira.
Mc Fish: personaggio di secondo piano che svolge varie ruoli, spesso come conducente del treno o autista.
I Rolling Tonns: caricature dei Rolling Stones, il leader Mick aggiunge sempre alle parole che dice il suffisso -ation (chiaro riferimento a Satisfaction) che viene ripetuta dagli altri due membri.
Alì Ben Sardin: sultano di Te-Aring, paese situato al di là del deserto delle Sahardine. È un pesce grosso e buono, che non si accorge quando il suo visir trama contro di lui. Ama molto la figlia.
Sardinazah: figlia del sultano Alì Ben Sardin, al contrario del padre vede bene che razza di tipo è Algarah. Grande amica di Sharky e George a cui chiede sempre aiuto.
Fricassea: è il pesce pagliaccio e mago del circo di Marepolis. Una volta era stato accusato di furto, ma Sharky e George dimostrarono la sua innocenza. È innamorato di Alborella, trapezista e figlia del direttore del circo il Signor Tonni. In italiano parla con una sorta di accento romagnolo.
Gringo lo Squalo: zio di Sharky che vive a Los Anemonas, un villaggio West fuori Marepolis. È un allevatore di lumache di mare, sempre in competizione con Georgie. Ha un carattere rissoso e arrogante.
Georgie: zio di George, è sempre in competizione con Gringo, che lo definisce un sudista. La causa è principalmente che le sue lumache pascolano sempre nei suoi campi d'alghe.
I Pesci Rossi (nelle prime apparizioni chiamati anche Apesci): popolazione di indiani comandati dal capo Tonno Seduto. Spesso vengono spinti con l'inganno alla guerra da Malandrino, il cui intento è vendere loro delle armi. In realtà sono pacifici. Nella versione italiana parlano con una sorta di accento russo e gridano come incitamento Bolscioi.

### Nemici
I Tre Puzzoni: sono tre criminali di Marepolis che alle volte lavorano per conto proprio, altre per conto terzi.
Rancido: è il capo dei tre. È un piraña blu dal carattere violento e nervoso. Si riferisce alla tribù dei terribili Piraña come suoi cugini, tuttavia questa condizione non gli porta alcun vantaggio, anzi, lui stesso li teme molto. Quando minaccia qualcuno tende a passarsi il "dito" sotto la gola e fare il verso dello sgozzamento. Quando Lercio se ne esce con qualche scemenza dice sempre Tanfo, picchialo, che è il tormentone del personaggio.
Lercio: il più stupido e infantile dei tre, e per questo viene sempre picchiato. È un grosso pesce giallo scuro dall'aria tonta e capace di atti di candore estremo: come tifare i due detective quando la situazione lo entusiasma. Ama il cemento. Per un breve momento è stato osannato dalla tribù dei piraña in quanto assomiglia alla loro sacra reliquia ed era l'avvocato della difesa nel processo dei criminali che avevano indetto contro Sharky e George.
Tanfo: il più alto dei tre. È una specie di aringa che non parla quasi mai. La sua principale funzione è quella di colpire Lercio quando glielo ordina Rancido e di guidare la loro automobile, una vecchia autoambulanza.
Scorfano Joe: è uno scorfano viola e grasso; viene indicato lui come principale boss dei Tre Puzzoni. Il suo covo è situato nel locale Il Salmone Affumicato, dove raduna sempre la "banda".
Malandrino il baccalà: un baccalà dal naso enorme, stereotipo del criminale medio. Anche lui usufruisce spesso dei servigi dei Tre Puzzoni.
DR Medusa: scienziato pazzo con l'obiettivo di conquistare il mondo con le sue folli invenzioni, è stato compagno di scuola del Dr. Anguilla e anche a lui piacciono gli scacchi. Non gli piace dover provvedere alle riparazioni in quanto gli causano il mal di cefalo. Ha un carattere infantile, egocentrico, narcisista e scorretto. Benché i suoi piani vadano sempre in fumo, Sharky e Geroge non sono mai riusciti a catturarlo, in quanto alla fine di ogni episodio fugge urlando Mi vendicherò! Mi vendicherò!
Astice Rosso: colonnello dell'esercito dei Granchi Neri, di cui una volta ha fatto parte anche Ermanno Chelalesta, un ricettatore di Marepolis (non essendo membro fisso dell'esercito pur essendo un gambero, si può ritenerlo come un simpatizzante). Nella versione italiana Astice è doppiato con un forte accento tedesco. È vanitoso, non molto coraggioso in realtà e superbo. Sia lui che i suoi uomini sono terrorizzati dalle tartarughe di mare, in quanto, asseriscono, si nutrono di crostacei. Festeggiano Santo Spiedo come protettore dei crostacei.
La Famiglia Cerniansky: famiglia di proprietari minerari che costringe la gente a lavorare per loro sotto schiavitù in miniere clandestine. Composta dal padre padrone violento e dai due figli idioti.
Algarah Von Scampi: perfido visir di Alì Ben Sardin, che mirà a spodestarlo e a prendere il suo posto. Vista la sua somiglianza con Malandrino si può pensare che si tratti anch'egli di un baccalà. È aiutato da un grosso sgherro scemo e dai suoi fedeli 40 Babà.
I Piraña: tribù selvaggia della jungla. Non dà effettivamente problemi a Marepolis, ma tendono ad attaccare chiunque entri nel loro territorio.